# Caput Stenarum
Caput Stenarum -en rumano: Castrul roman de la Boița (Caput Stenarum)- fue un castrum romano en la provincia de Dacia, fundado en el siglo II. Se halla a unos 700 m al este de la localidad de Boița, en el distrito de Sibiu, Rumania, 
Es un monument istoric de Rumania, con el código LMI SB-I-m-A-11946.01.

## Historia

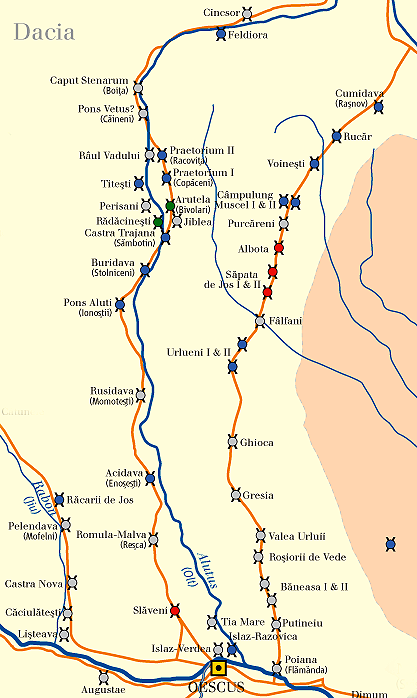
El sistema de limes en Dacia, el Alutanus, es el central.

El fuerte fue construido en una terraza fluvial para controlar la salida norte de la garganta del río Olt y el paso de Turnu Roşu (en el acceso sur se hallaba el castrum Castra Traiana). Formaba parte del Limes Alutanus, que aseguraba la frontera de Dacia Inferior.
Es mencionado en las fuentes antiguas, el lugar aparece registrado tanto en la Tabula Peutingeriana como en la Cosmographia del geógrafo de Rávena. La primera muestra el castrum entre Pons Vetus (Câineni) y Cedonia (Gușterița, un barrio de Sibiu), en la Cosmographia figura entre Betere y Cedonia, los mismos lugares.
No se llegó a publicar un plano coherente como resultado de las investigaciones llevadas a cabo en 1957-1958 por Mihail Macrea y otros, entre 1968-1976 por Nicolae Lupu, y en 1979 por N. Branga. No obstante, Ioana Bogdan-Cătăniciu propuso varias hipótesis sobre el posicionamiento de algunos elementos defensivos de la fortificación. Las construcciones más notables descubiertas se encuentran en el límite superior de la terraza de la orilla derecha del Olt, a unos 500 metros al este de la curva, lugar donde el camino se bifurca en dos direcciones: hacia el desfiladero del Olt y después hacia Apulum.
El hallazgo de sellos con el nombre de la Legio XIII Gemina llevó a la hipótesis de la presencia de un destacamento de la legión en los primeros años de la dominación romana en Dacia. También se ha descubierto un sello con la inscripción "COH I", atribuido a las cohortes I Tyriorum sagittariorum y I Commagenorum sagittariorum, sin que por el momento haya pruebas concluyentes que apoyen ninguna hipótesis, ya que los argumentos se basan en la lógica, pero sin elementos suficientes para establecer una cronología.
Alrededor de la fortificación se pueden ver restos de cerámica del asentamiento civil. En las ruinas de un edificio de piedra y entramado de madera a unos 60 metros al noroeste de la fortificación, en el vicus, se encontró un tesoro de 214 denarios y antoninianos. La moneda más reciente fue acuñada hacia el año 243 bajo Gordiano III.
El final de Caput Stenarum se supone en el año 245, cuando probablemente sucmbió durante una invasión de los carpos.

## Dimensiones

Plano del castrum.

Se pudo determinar aproximadamente la planta del fuerte. Comprende un área de 45/46 metros por 47/50 metros, lo que corresponde a una superficie de 0,21 ha a 0,23 ha. El campamento estaba rodeado por una doble muralla de 1,50 m de grosor en técnica de opus incertum, delante de la cual había un doble foso apuntado. La muralla exterior era más fuerte que la interior, que tampoco estaba presente en todos los lugares. No se encontraron restos la muralla interior oriental y parte de la meridional. Sólo había una puerta en el lado occidental del pequeño fuerte. En un lugar se encontraron restos de la anterior estructura de madera a 1,7 metros de profundidad. 
A 80 metros al sur de la fortificación se descubrió un edificio macizo (20 x 50 m), cuya investigación arqueológica sigue en curso. Se hallaron instalaciones de calefacción, que muy probablemente formaron parte de un baño, un complejo mayor, probablemente los baños utilizados por las unidades aquí estacionadas. 
Cerca de allí se descubrieron los restos de un edificio de 11x 10,5 m, que Lupu describió como un statio o fortificación.